# براتوناتس
براتوناتس (به لاتین: Bratunac) یک منطقهٔ مسکونی در بوسنی و هرزگوین است که در جمهوری صرب بوسنی واقع شده‌است. براتوناتس ۲۹۳٫۴۹ کیلومتر مربع مساحت و ۲۲٬۴۷۳ نفر جمعیت دارد.

## خواهرخوانده
شهر چاچاک خواهرخواندهٔ براتوناتس هست.